# Ricercar
Ricercar (hay ricercare, recercar, recercare) là một thể loại phổ biến từ cuối thời phục hưng đến đầu thời ba rốc.

## Các nhà soạn nhạc nổi bật
- Girolamo Frescobaldi
- Marco Dall'Aquila
- Johann Sebastian Bach